# Vojnoletalska inženirska akademija Žukovski
Vojnoletalska inženirska akademija im. profesorja N. J. Žukovski (rusko Военно-воздушная инженерная академия имени профессора Н. Е. Жуковского; kratko le Vojnoletalska inženirska akademija Žukovski) je bila vojaška akademija (univerza za podiplomski študij) Sovjetske zveze, sedaj pa Ruske federacije; ustanovljena je bila leta 1920. Na njej se izobražujejo letalski inženirji, pedagogi in znanstveniki vojnega letalstva. Šolanje traja 5 let.
Poimenovana je po Nikolaju Jegoroviču Žukovskem.